# José Antonio Gurriarán
José Antonio Gurriarán López, né le 7 juillet 1938 à O Barco de Valdeorras (province d'Ourense en Galice) et mort le 31 mars 2019 à Madrid, est un journaliste et écrivain espagnol, directeur adjoint du journal Pueblo.

## Biographie
José Antonio Gurriarán est blessé accidentellement au cours d'un attentat à Madrid commis par l'ASALA (Armée secrète arménienne de libération de l'Arménie) dans la nuit du 29 décembre 1980. Après cette attaque, il s'intéresse à la cause arménienne, ainsi qu'à l'ASALA, rencontre et interroge le chef de l'Armée secrète arménienne pour la libération de l'Arménie au Liban.
En 1982, José Antonio Gurriarán écrit La Bombe, qui retrace l'attentat qu'il a subi, ainsi que son soutien à la cause arménienne. Un film français de Robert Guédiguian, Une histoire de fou, sorti en 2015, est tiré de ce roman autobiographique. Un film-docu TV basé sur ce film, intitulé JA Gurriarán, diffusé sur Ciné + (rebaptisé Una bomba de más dans sa version espagnole), est réalisé, également en 2015, par Audrey Valtille, avec la collaboration de Robert Guédiguian.

## Publications (titres originaux)
- La India, mundo aparte (1972, Joker)
- ¿Caerá Allende? (1972, Dopesa)
- Evasión (1974, Busma)
- La Bombe (2015, Éditions Thaddée)
- Chile, el ocaso del general (1985, El País Aguilar)
- Lisboa, ciudad inolvidable (1998, Límite Visual), guide culturel
- El rey en Estoril (2000, Planeta)
- Armenios, el genocidio olvidado (2009, Espasa Calpe)[7]
- Goya: Pasión y Muerte, (2014, CreateSpace Independent Publishing Platform), en collaboration avec Antonio López
- As Mulleres do Monte (2015, Galaxia)[8].